# Wolfgang Schrörs
Wolfgang Schrörs (* 16. Mai 1949 in Bremen; † 17. November 2019) war ein deutscher Politiker (CDU) und Abgeordneter der Bremischen Bürgerschaft.

## Biografie

### Ausbildung und Beruf
Nach dem Abitur studierte Schrörs Betriebswirtschaftslehre an der Universität zu Köln. Er schloss das Studium 1974 als Diplom-Kaufmann ab. Bis zur Promotion 1977 war er Wissenschaftlicher Assistent am Kölner Seminar für Allgemeine Betriebswirtschaftslehre und für Wirtschaftsprüfung. Hiernach trat er 1977 in die Firma Karl Pott ein, deren Geschäftsführer er bis 2008 war. Seit 2008 war Schrörs geschäftsführender Gesellschafter der Dr. Schrörs GmbH & Co. KG und Geschäftsführer der Dr. Schrörs Beratung GmbH.

### Politik
Schrörs war Mitglied des Landesvorstandes der bremischen CDU und deren Landesschatzmeister.
Von 1987 bis 2011 war er Abgeordneter in der Bürgerschaft. Er war Mitglied in den Ausschüssen für Haushalt und Finanzen, für die Häfen in Bremen, für Informations- und Kommunikationstechnologie und Medienangelegenheiten, für Wissenschaft und Forschung, den Rechnungsprüfungsausschüssen, dem Stiftungsrat der Stiftung Wohnliche Stadt, dem nichtständigen Ausschuss Umsetzung der Föderalismusreform II im Land Bremen sowie in den Betriebsausschüssen Musikschule Bremen, Stadtbibliothek Bremen und Bremer Volkshochschule. Am 2. Dezember 2010 hat er erklärt, für die nächste Legislaturperiode nicht mehr zu kandidieren und sein Amt als Landesschatzmeister zum 31. Dezember 2010 niederzulegen. Hintergrund waren die CDU-internen Konflikte.

### Weitere Mitgliedschaften
Schrörs war von 1994 bis 2014 Vorsitzender des Aufsichtsrats der Bremer Kreditbank AG (ehem. KBC Bank Deutschland AG) und war Vorsitzender des Aufsichtsrats der Radio Bremen Media GmbH und Mitglied des Verwaltungsrates von Radio Bremen.
Schrörs war Mitglied des Verwaltungsrats des GKV Spitzenverband und stellvertretender Vorsitzender des Stiftungsrates der Stiftung für Qualitätssicherung und Transparenz im Gesundheitswesen.